# Airbnb

Hauptsitz von Airbnb im kalifornischen San Francisco

Airbnb ist ein 2008 im kalifornischen Silicon Valley gegründetes US-amerikanisches Unternehmen, das unter dem gleichen Namen ein Online-Portal zur Buchung und Vermietung von Unterkünften, ähnlich einem Computerreservierungssystem, betreibt. Sowohl private als auch gewerbliche Vermieter vermieten Räumlichkeiten unter Vermittlung des Unternehmens, ohne dass jedoch Airbnb rechtliche Verpflichtungen aus der Vermietung übernimmt. Von der Gründung im Jahr 2008 bis zum März 2020 wurden nach Angaben des Unternehmens mehr als 900 Millionen Übernachtungen über Airbnb gebucht.
Nach eigenen Angaben stehen auf der Website über 5 Millionen Inserate in mehr als 220 Staaten und mehr als 100.000 Städten zum Angebot (Stand: September 2020). Gut 160.000 der inserierten Unterkünfte befinden sich in Deutschland.
Airbnb ist Vertriebspartner der beiden Hotelplan-Töchter Interhome und Inter Chalet. Dazu bestehen seit 2016 Kooperationen in 11 Staaten. Die Migros wurde dadurch zur größten Anbieterin von durch Airbnb in der Schweiz angebotenen Ferienwohnungen.

## Geschichte
Airbnb wurde 2008 von Brian Chesky, Joe Gebbia und Nathan Blecharczyk in San Francisco gegründet. Der eigenen Gründungslegende zufolge entstand die Idee im Oktober 2007 aufgrund eigener Erfahrungen mit einer zu teuren WG und ausgebuchten Hotels aufgrund einer gut besuchten Konferenz in San Francisco. Der ursprüngliche Name Airbed & Breakfast (englisch: Luftmatratze und Frühstück) wurde 2009 verkürzt zu Airbnb.
Seit 2011 ist es dem Nutzer möglich, sein Profil mit sozialen Netzwerken wie Facebook zu verbinden. Dadurch wird die Anzeige der Bewertungen eines Airbnb-Nutzers durch soziale Kontakte ermöglicht.
Airbnb erhob 2013 6–12 % von den Gästen, 3 % von den Gastgebern, insgesamt 150 Millionen Dollar bei etwa 10 Millionen Übernachtungen.
In Japan plante Airbnb 2016, erstmals selbst Unterkünfte zu errichten. In der Umgebung von Nara wurde 2017 das erste Gemeindehaus eröffnet.
Im zweiten Quartal des Jahres 2019 erreichte Airbnb nach eigenen Angaben zum zweiten Mal eine Milliarde US-Dollar Umsatz im Quartal. Im dritten Quartal stieg der Umsatz auf 1,65 Milliarden Dollar. Dabei verbuchte Airbnb im gleichen Zeitraum einen Verlust von 322 Millionen US-Dollar.
Vor der COVID-19-Pandemie wurde Airbnb mit 35 bis 52 Milliarden US-Dollar am Sekundärmarkt bewertet.

## Konzept
Das Unternehmen stellt als Online-Plattform den Kontakt zwischen Gastgeber und Gast her und ist ausschließlich für die Abwicklung der Buchung verantwortlich. Die Transaktion findet dabei über die Plattform statt. Der Gast bezahlt den Betrag für seine Buchung per Kreditkarte oder Ähnlichem an Airbnb. Dem Gastgeber wird der Betrag erst 24 Stunden nach Anreise ausgezahlt, um sicherzustellen, dass der Gast die Unterkunft so vorfindet, wie sie ihm angeboten wurde.
Jeder Nutzer, also Gastgeber und Gast, stellt sich auf Airbnb mit einer Profilseite dar. Gastgeber müssen zumindest ein Bild hochladen und eine Telefonnummer angeben, Gäste müssen deutlich mehr Informationen preisgeben. Gastgeber beschreiben ihre Unterkunft mit einem Text und mithilfe von Fotos. Gast und Gastgeber können sich gegenseitig bewerten. Mit einer Rechner-Funktion kann man kalkulieren, welche Einkünfte mit der eigenen Unterkunft erzielt werden können.
Die Dienstleistungen von Airbnb lassen sich auch mit einem Smartphone und Tablet nutzen.

## Finanzierung und Investoren
Die ersten Finanzmittel erhielt das Unternehmen vom im Silicon Valley beheimateten Gründerzentrum Y Combinator. Weitere frühe Kapitalgeber waren die beiden auf Förderung von Start-ups spezialisierten Venture-Capital-Unternehmen Andreessen Horowitz und General Catalyst sowie die Investitionsgesellschaft DST Global. Im Laufe der Zeit erhielt das Unternehmen noch weitere signifikante Investitionen von Risikokapitalgebern, was zu einer sehr hohen Unternehmensbewertung führte und es zu einem „Einhorn“ unter den Start-ups machte. Trotz der Bewertung von 30 Milliarden US-Dollar strebte Airbnb zunächst keinen Börsengang an, stattdessen wurden im September 2016 und im März 2017 Betriebsmittel von einer Milliarde US-Dollar aufgenommen.
Im Herbst 2019 kündigte das Unternehmen den Börsengang für das Folgejahr an, der am 10. Dezember 2020 an der New Yorker NASDAQ erfolgte. Die Aktie (ISIN US0090661010) ist seither im Segment Nasdaq Global Select Market gelistet und in zwei Aktienklassen erhältlich, die sich in den Stimmrechten unterscheiden.
Ende 2020 stand Airbnb auf Platz 149 der weltweit wertvollsten Unternehmen (gemessen an der Marktkapitalisierung) und war damit zugleich der größte Börsenneuling des Jahres.
| Datum          | Betrag (in US-Dollar) | Führender Investor                                                 |
| -------------- | --------------------- | ------------------------------------------------------------------ |
| Januar 2009    | 20.000                | Y Combinator                                                       |
| April 2009     | 600.000               | Sequoia Capital                                                    |
| November 2010  | 7,2 Millionen         | Greylock Partners                                                  |
| Juli 2011      | 112 Millionen         | Andreessen Horowitz                                                |
| Oktober 2013   | 200 Millionen         | Founders Fund                                                      |
| April 2014     | 474 Millionen         | Andreessen Horowitz, Sequoia Capital                               |
| Juni 2015      | 1,5 Milliarden        | General Atlantic, Hillhouse Capital Group, Tiger Global Management |
| November 2015  | 100 Millionen         | FirstMark Capital                                                  |
| Juni 2016      | 1 Milliarde           | JPMorgan Chase                                                     |
| September 2016 | 555,5 Millionen       | CapitalG, TCV                                                      |
| März 2017      | 447,8 Millionen       | CapitalG, TCV                                                      |
| Juli 2025      | 85 Milliarden         |                                                                    |

## Übernahmen und Beteiligungen
Nach Übernahme des deutschen Wettbewerbers Accoleo eröffnete Airbnb im Juni 2011 mit einem Büro in Hamburg die erste Niederlassung außerhalb der USA. Per 31. Dezember 2013 wurde der Kundenservice in Europa nach Irland verlagert. In Deutschland ist Airbnb heute mit einem Büro in Berlin vertreten.
Im Vorfeld der Olympischen Sommerspiele 2012 übernahm Airbnb den in London ansässigen Konkurrenten CrashPadder und konnte so sein internationales Angebot kurz danach um 6000 Einträge erweitern. Die Übernahme machte Airbnb zum größten Vermittlungsplatz in Großbritannien.
Im Juli 2012 übernahm Airbnb NabeWise, ein kleines Unternehmen, das auf die Zusammenstellung von Informationen für spezielle Lokationen spezialisiert war. Mit der Übernahme wurde der Fokus auf die Bereitstellung extrem lokaler Empfehlungen für Reisende gelegt und im November 2012 ein neuer Service namens „Neighborhood“ gestartet. Ebenfalls im Juli 2012 wird bekannt, dass Airbnb das Team der Fotoblogging-Seite DailyBooth übernommen hat. Das Team wird bei Airbnb integriert, der Dienst aber nicht übernommen. Im Oktober 2012 übernimmt das Unternehmen noch das Team hinter dem Empfehlungsportal Fondu.
Im Dezember 2012 wurde die Übernahme von Localmind bekannt. Localmind bot eine ortsbasierte Frage-und-Antwort-Plattform, bei der Nutzer Fragen zu bestimmten Orten online stellen konnten. Die Antworten wurden dann in Echtzeit von Experten in der Region gegeben.
Im Dezember 2014 übernahm Airbnb dann den App-Entwickler Pencil Labs aus Cambridge. Die App war eine kombinierter Kalender- und Messaging-Anwendung, die eine gemeinsame Terminfindung erleichtern sollte.
Im September 2015 übernahm das Unternehmen zunächst den Reiseportal-Anbieter Vamo, der komplette Reisen mit mehreren Zielen, Hotels und Verkehrsmitteln zusammenstellte. Der Dienst wurde mit der Übernahme eingestellt und das Team wird bei Airbnb integriert. Ebenfalls im September wurde das in San Francisco beheimatete Start-up Unternehmen Lapka übernommen. Deren Fokus war die Erstellung von Sensor-Systemen, die in Kombination mit Smartphones genutzt werden konnten. Die Meldung zur Übernahme besagte, dass die Erstellung von Hardware gestoppt und das Team bei Airbnb integriert wird.
Im April 2016 wurde bekannt, dass Airbnb sich das Personal des Anbieters ChangeCoin gesichert hat. Das Unternehmen mit Bitcoin- und Blockchain-Expertise hatte an einem Dienst gearbeitet, mit dem man Trinkgelder direkt über soziale Medien wie Facebook oder Twitter verteilen kann. Im September 2016 übernahm Airbnb das in Barcelona gegründete Unternehmen Trip4real. Trip4real bot Citytouren von Einheimischen an und konnte mit viel Insiderwissen bei den Kunden punkten. Das Unternehmen war zuvor auch schon als Partner auf der Airbnb-Plattform vertreten.

## Rechtliche Fragen
In Berlin (nach dem ZwVbG), Hamburg, Köln, und München werden Bußgelder bis zu 500.000 Euro für Wohnraumzweckentfremdung erhoben, in Freiburg bis zu 100.000 Euro.
Wien weist in seiner Sharing-Positionierung darauf hin, dass Untervermietungen im sozialen Wohnungsbau nicht zulässig sind. Es soll ein Tourismusförderungsgesetz in Kraft treten, das von Airbnb entweder die Meldung der Vermietungen oder die Einhebung der Ortstaxe für die Stadt Wien verlangen wird.
Im Kanton Basel-Stadt müssen für Gäste von Airbnb Gasttaxen bezahlt werden. Diese erhalten im Gegenzug jedoch die Gästekarte, welche u. a. die kostenlose Nutzung der öffentlichen Verkehrsmittel gewährt. Insofern ist Airbnb den Hotels gleichgestellt. Ähnliche Vereinbarungen gibt es auch in den Kantonen Basel-Landschaft, Luzern, Schaffhausen, Zug und Zürich.
In New York City ist seit 2010 die Vermietung von Wohnungen für weniger als 30 Tage verboten. Im Oktober 2016 führte die Stadt ein Gesetz ein, welches Bußgelder von bis zu 7.500 US-Dollar für illegale Vermietung vorsieht. New York City ist für Airbnb mit einer Milliarde US-Dollar die umsatzstärkste Stadt in den Vereinigten Staaten. Im August 2018 erließ New York City aufgrund von Wohnraummangel und wuchernden Mieten ein weiteres Mal strengere Auflagen für Airbnb und vergleichbare Portale. Verlangt wird unter anderem die Offenlegung sämtlicher Transaktionen gegenüber den Behörden. Wird den Auflagen nicht Folge geleistet, drohen empfindliche Strafzahlungen in Höhe von mindestens 1.500 US-Dollar pro Monat und Wohnung für jede inakkurate Meldung. Die von Bürgermeister Bill de Blasio unterzeichnete Regelung trat im Februar 2019 in Kraft.

## Auswirkungen auf die städtische Amtsführung
Das Jahr der Gründung des Unternehmens Airbnb im Jahr 2008 wird von einigen Fachleuten als Wendepunkt für die städtische Amtsführung bezeichnet. Durch die Vermietung von Ferienunterkünften in Stadtzentren trägt die Plattform aktiv dazu bei, die Spannungen auf dem Mietmarkt zu verstärken. Die Akteure vertreten eine ambivalente Haltung zu diesem Thema, indem sie entweder eine politische Regulierung befürworten oder stärker für die Verteidigung der Rechte der Gesellschaft eintreten. So haben mehrere Forscher gezeigt, dass Airbnb zu einem neuen, vollwertigen städtischen Akteur wird, der traditionelle Formen der Regierungsführung gefährdet, indem er sich dem Radar der lokalen und regionalen Gebietskörperschaften entzieht. Für van Doorn bringt der multinationale Konzern bedeutende Veränderungen in den Beziehungen zwischen Markt, Staat und Zivilgesellschaft mit sich und übernimmt de facto die Rolle eines „regulierenden Unternehmers“. Pollman und Barry fügen hinzu, dass das Unternehmen eine Rolle bei der Gesetzesänderung spiele, was eine wichtige Grundlage für seine Wirtschaftsstrategie sei, indem es die Zivilgesellschaft einbeziehe. Diese Unterstützung durch die Bevölkerung ermöglicht es ihm dann, Druck auf die politischen Machthaber auszuüben. So verhält sich Airbnb nach Pollmans Ansicht wie ein „reformorientiertes Startup“, indem es seine Interessen auf die politische Agenda setzt. So wird Airbnb durch die Verschwommenheit des Sektors unterstützt, in dem es entstanden ist und die den Behörden die Aufgabe erschwert, den Gegenstand seiner Politik zu erfassen und seine Tätigkeiten zu regulieren, am Scheideweg zwischen Tourismus-, Wohnungs-, Wirtschafts- und Kulturpolitik.
Darüber hinaus scheint Airbnb bestrebt zu sein, sich unverzichtbar zu machen, indem es in ausschließlichem Besitz städtischer Daten ist, auf die sich andere Dienste stützen können und die ihm eine infrastrukturelle Macht verleihen, die nach Pasquale traditionell den öffentlichen Akteuren obliegt. Dies ist im Übrigen ein zentraler Punkt der „kalifornischen Unternehmensideologie“, wie Barbrook und Cameron bestätigen: die Verteidigung der individuellen Freiheit kommt zu der geringen Anerkennung des Beitrags des Staates zum kollektiven Wohlergehen hinzu. Dies führt zu einer Infragestellung der bestehenden Rechtsvorschriften, da ihre Existenz von verschiedenen Einflussstrategien abhängt (traditionelle Lobbyarbeit, Mobilisierung der Nutzer, Zusammenstellung von Narrativen über potenzielle Nutzen). In Mailand zum Beispiel zeigt sich dies in der starken Unterstützung von Gast- und Eigentümerverbänden, in erheblichen Ausgaben für die Beeinflussung der kommunalen und regionalen Gesetzgebung und in der Ausgrenzung traditioneller Akteure, die als nicht mit den neuen Regulierungspolitiken vereinbar verstanden werden.
Die neue Präsenz von Airbnb als städtischer Akteur führt daher zu einer sehr breiten Mobilisierung verschiedener Akteure, die ihre Interessen vertreten und mit denen die Behörden normalerweise nicht unbedingt in Kontakt treten. Zwischen den traditionellen Akteuren, insbesondere dem Hotelsektor, und den neuen Marktteilnehmern, zu denen der multinationale Konzern und seine Verbündeten, die er zu mobilisieren weiß, gehören, treten große politische Konflikte auf. In vielen Städten werden Gastgeber- und Eigentümerverbände gegründet, um die Rechtsvorschriften zu ihren Gunsten zu ändern, da ihre Tätigkeit unmittelbar vom Überleben von Airbnb abhängt. Umgekehrt hängt das Unternehmen vom Engagement seiner Nutzer und ihrer Fähigkeit ab, eine Unterkunft auf der Plattform anzubieten. Der Hauptteil der Regulierungsmacht von Airbnb geht in diesem Sinne von Einzelpersonen und Nutzenden aus. Nach Yates sind diese in den Vereinigten Staaten in „Home Sharing Clubs“ organisiert und ermöglichen dem Unternehmen, eine populärere Lobby zu nutzen, um demokratische Legitimität zu erlangen. In Mailand, zum Beispiel, macht der 2016 gegründete und von Airbnb unterstützte Gastgeberverein gegenüber den Behörden seinen Einfluss, insbesondere sein Wahlrecht, geltend, um eine laxe Gesetzgebung zu erwirken.
Ebenso verteidigt eine von Juristen im gleichen Jahr gegründete Eigentümervereinigung das Recht auf freie Nutzung des privaten Eigentums und widersetzt sich daher jeder Beschränkung. Das Hotel- und Gaststättengewerbe dagegen kritisiert den als ungleich angesehenen Wettbewerb und verteidigt sein Monopol im Tourismussektor. Hinzu kommt die zunehmende Mobilisierung der Zivilgesellschaft für das Recht auf Wohnung und das Recht, in touristischen Innenstädten zu wohnen, sowie die wachsende Kritik an den Fehlentwicklungen des Airbnb-Systems. Auf diese Weise obliegt es den Behörden, neue Regeln und Instrumente zu entwickeln, um die Vermietung von Wohnungen zu regeln und zwischen konkurrierenden Interessengruppen zu wählen und zu vermitteln, um vollen Nutzen von Airbnbs Anwesenheit auf seinem Territorium zu ziehen.
Letztendlich sind es die lokalen Konfigurationen, die die Regulierung am stärksten beeinflussen. In der Tat „ist es die Art der mobilisierten Akteure, die in jeder Stadt die Art der Regulierungen beeinflusst, die von einer minimalen Regulierung (Mailand) bis zu einem fast vollständigen Verbot (Barcelona, Berlin) reichen kann“.

## Kritik

### Zweckentfremdung von Wohnraum
In Berlin wird durch das Airbnb-Vermietungsmodell eine Vielzahl angestammter Mieter aus ihren Wohnungen verdrängt. Ganze Innenstadtviertel sind davon betroffen, in erheblichem Ausmaß verursacht durch rechtlich fragwürdige Vermietungsmodelle der Anbieter über Airbnb. Kritik entzündete sich daran, dass nicht mehr nur private Gastgeber auftreten, sondern sich inzwischen umfangreiche kommerzielle Strukturen entwickelt haben. Diese entziehen dem Wohnungsmarkt Raum, vor allem in den Innenstädten, wo in den für Reisende attraktivsten Vierteln die Mieten unter Druck geraten.
Weiterhin wurde im August 2018 bekannt, dass 27 % der Vermietungen auf Airbnb professionelle Ganzjahresvermietungen kompletter Wohnungen sind. (siehe auch die betreffende generelle Kritik am Konzept der Sharing Economy)
Eine Studie des Deutschen Instituts für Wirtschaftsforschung (DIW) ermittelte, dass die auf der Vermietungsplattform angebotenen Wohnungen einen signifikanten Einfluss auf das Mietniveau in Berlin haben. Durch eine zusätzliche Airbnb-Unterkunft in Berlin stiegen im direkten Umfeld die Angebotsmieten um durchschnittlich 13 Cent je Quadratmeter. Dies sei vor allem auf dauerhafte Airbnb-Angebote zurückzuführen, die dem Wohnungsmarkt nicht mehr zur Verfügung stünden, was die Preise hochtreibe. Mit jedem neuen Inserat werde demnach eine 100 Quadratmeter große Wohnung in Berlin pro Jahr um 156 Euro teurer.
Hessenschau.de berichtete im Februar 2023, dass die Frankfurter Bauaufsicht mit einem Team unerlaubte Kurzzeit-Appartements aufspüre. Sie habe seit 2018 viele Wohnungen für den normalen Mietmarkt zurückgewonnen. 1050 illegal vermietete Appartements seien aufgespürt, zwei Millionen Euro an Bußgeld eingenommen worden.
In der Schweizer Stadt Luzern wurde 2023 eine Volksinitiative „Wohnraum schützen – Airbnb regulieren“ angenommen, wonach eine Vermietung nur noch während maximal 90 Tage im Jahr zulässig ist. Damit wurde die Beschränkung der Vermietungsdauer in der Bau- und Zonenordnung festgeschrieben.

### Betrugsfälle
Häufig nutzen Betrüger Airbnb, um mit gefälschten Anzeigen Wohnungssuchende anzulocken und von diesen Anzahlungen zu kassieren. Anschließend ist der vermeintliche Anbieter verschwunden und der Kunde hat kaum eine Möglichkeit, sein Geld wiederzuerlangen. Solche Probleme können aber vermieden werden, wenn der Kunde sich an die Buchungsbedingungen von Airbnb hält und Zahlung nur über die Plattform abwickelt, da diese dem Vermieter das Geld des Kunden erst nach Bezug der Wohnung auszahlt, so dass diese Art von Betrug ausgeschlossen ist.

### Datenschutz
Weitere Kritik ruft hervor, dass es bei Auseinandersetzungen zwischen Gast und Gastgeber keinerlei rechtlichen Schutz gibt. Außerdem wird dem Unternehmen international vermehrt mangelnder Datenschutz angelastet.
Unter dem Vorwand der Identitätsprüfung („Verified Identification“) erhebt Airbnb umfangreiche persönliche Daten. Eine Nutzung des Portals als Mieter ist ohne diese Angaben de facto nicht mehr möglich. Auffällig ist der enorme Umfang der Daten, welcher das notwendige Maß deutlich übersteigt. Zur praktischen Nutzung als Mieter müssen alle folgende Angaben vollständig erfolgen:
1. mindestens eine E-Mail-Adresse (bestätigt via Rücklink),
2. mindestens ein Profilbild,
3. mindestens eine Telefonnummer (bestätigt durch Anruf oder SMS),
4. mindestens ein personalisiertes Zahlungsmittel (Kreditkarte, PayPal, …),
5. die Zustimmung zur Einhaltung der Hausregeln.

Ein Video des Nutzers wird verlangt, wenn das Unternehmen durch die von Facebook, Google oder LinkedIn geladenen Daten nicht befriedigt ist. Die Daten von diesen Seiten werden auf Airbnb weiterverwendet, beispielsweise Profilbilder, Verknüpfungen anhand der Facebook-Freunde et cetera. Darüber hinaus liest das Unternehmen die Kommunikation zwischen seinen Nutzern mit und verarbeitet diese. Die Datenverarbeitung findet weltweit, insbesondere jedoch in den USA statt. Airbnb bzw. die Gastgeber können die Buchung davon abhängig machen, dass die Nutzer ihre Identität mit einem amtlichen Ausweisdokument bestätigen (Personalausweis, Führerschein, Reisepass, Visum). Dazu müssen Vorder- und Rückseite des Dokuments als Foto hochgeladen werden. Bei diesem Vorgang wird nicht darauf hingewiesen, dass man diese Fotos in Deutschland als Kopie (etwa durch ein Wasserzeichen) kennzeichnen muss; dieser Hinweis findet sich erst im Airbnb-Hilfecenter. Im Rahmen der Verifizierung wird zum Abgleich mit dem Personaldokument eigens ein weiteres Foto des Nutzers verlangt. Wenn man die Fotos des Personaldokuments aus seinem Konto löscht, werden die bevorstehenden Buchungen storniert. Der von Airbnb zur Prüfung der amtlichen Dokumente genutzte US-Dienstleister Jumio nutzt alle übermittelten Dokumente und Daten fortan „zu beliebigen Geschäftszwecken.“
Diese Vorgehensweise entspricht regelmäßig nicht den am Wohnort des Nutzers geltenden Datenschutzgesetzen, denn beispielsweise der Grundsatz der Datensparsamkeit bleibt unberücksichtigt.

### Steuerliche Behandlung und Steuerfahndung in Deutschland
Airbnb-Anbieter machen mit ihrem Angebot Hotels und Pensionen und vor allem Privatvermietern mit entsprechender Lizenz Konkurrenz. Airbnb-Vermieter haben meist den Vorteil, aufgrund der Kleinunternehmerregelung weniger Umsatzsteuer zu zahlen.
Manche Airbnb-Vermieter deklarieren ihre Einkünfte aus Vermietung und Verpachtung nicht in ihrer Steuererklärung und führen Ortstaxe oder Kulturförderabgabe nicht ab. In vielen Staaten müssen Gäste polizeilich gemeldet werden, und auch dies erfolgt nicht, da die Meldung ohne Vermieterlizenz bei den Behörden nicht möglich ist. Im Mai 2018 meldete ein Wirtschaftsmagazin, dass Deutschland eine internationale Gruppenanfrage an Irland gestellt hat, um Informationen über Airbnb-Vermieter, die in Deutschland steuerpflichtig sind, zu erhalten. Ob und zu welchem Datenaustausch es in diesem konkreten Fall kam, ist bisher nicht bekannt. Die irische Steuerbehörde ist jedoch gehalten die Daten unverzüglich, spätestens jedoch innerhalb der gesetzlich fixierten, maximal sechsmonatigen Übermittlungsfrist nach § 5 Abs. 1 S. 1 EUAHiG zu übermitteln, sodass die Daten schon vorliegen dürften. Es ist wahrscheinlich, dass die Ergebnisse dieses Auskunftsersuchens in einigen Fällen zur Einleitung von Steuerstrafverfahren führen. Auch der Bayerische Oberste Rechnungshof hielt 2019 die Besteuerung von Einnahmen aus kurzfristiger Wohnraumvermietung über Internetportale für nicht gesichert. Er empfahl bessere Erfassungs- und Kontrollmöglichkeiten und eine gesetzliche Verpflichtung der Plattformbetreiber auf Herausgabe der für die Besteuerung notwendigen Informationen.

### Vorwurf der Steuerhinterziehung in den USA
Im US-Bundesstaat New York ermittelte im Herbst 2013 der Generalstaatsanwalt gegen Airbnb: ungefähr 15.000 Menschen vermieteten Appartements über Airbnb, er nehme an, dass dem Staat New York Steuern in zweistelliger Millionenhöhe geschuldet würden. Er werde seine Bemühungen verschärfen, um dafür zu sorgen, dass für Airbnb dieselben Regeln gelten wie für jedermann. Seit 2014 geht der Staatsanwalt Eric Schneiderman gegen die Steuerhinterziehungen vor, die mit der privaten Vermietung in Zusammenhang stehen. Nach seiner Schätzung sind der Stadt über 33 Millionen Dollar an Steuereinnahmen entgangen.

### Strafzahlungen in Italien
Im Oktober 2023 wurde durch ein Gericht in Mailand die Beschlagnahme von 780 Millionen Euro bei Airbnb angeordnet. Der Zimmervermittler soll es versäumt haben, wie vorgeschrieben einen Teil der Einnahmen italienischer Vermieter direkt an die dortigen Steuerbehörden überwiesen zu haben. Nach Mitteilung des Unternehmens vom 13. Dezember 2023 ist dieses aufgrund einer Vereinbarung mit den Steuer- / Strafverfolgungsbehörden verpflichtet, insgesamt 576 Mio. € der 21-prozentigen Quellensteuer auf Kurzzeitmietgebühren für den Zeitraum von 2017 bis 2021 an den italienischen Fiskus zu entrichten.

### Kritik wegen des Umgangs mit versteckten Kameras
CNN berichtete, dass es bei Airbnb in den letzten zehn Jahren – nach Angaben eines Mitarbeiters in einer gerichtlich angeordneten Aussage – etwa 35.000 Kundendienstanfragen in Zusammenhang mit Überwachungsgeräten in Mietobjekten gegeben habe. Das Thema zog öffentliche Aufmerksamkeit auf sich, nachdem eine Frau Klage eingereicht hatte, die in einer Mietwohnung heimlich beim Ausziehen gefilmt worden war. Airbnb informiert laut CNN die Strafverfolgungsbehörden nicht routinemäßig, wenn sich Gäste über versteckte Kameras beschweren, auch nicht wenn Kinder betroffen sind. Stattdessen kontaktiere das Unternehmen häufig die Vermieter; nach Ansicht von Strafverfolgungsexperten kann das strafrechtliche Ermittlungen behindern, da die Kameras dann abgebaut und die Aufnahmen und damit Beweismaterial vernichtet werden könnten. Zudem setze Airbnb bei der Beilegung häufig auf Schlichtungsverfahren und Geheimhaltungsvereinbarungen, um das Thema aus der Öffentlichkeit herauszuhalten. Beschwerden seien sogar laut den Vertragsklauseln verpflichtend einem Schiedsverfahren unterworfen, wodurch sich die Plattform selbst aus der Verantwortung stehle.

### Angebote in israelischen Siedlungen
2016 begann Kritik an den Angeboten in israelischen Siedlungen im Westjordanland. Der palästinensische Politiker Saeb Erekat protestierte mit einem Brief an Brian Chesky, den CEO von Airbnb, gegen die Geschäfte in illegalen Siedlungen. Im November 2016 unterbrachen Aktivisten von Code Pink eine Veranstaltung in Los Angeles, als gerade Ashton Kutcher auf der Bühne stand, mit der Forderung, Airbnb möge sich aus den Siedlungen zurückziehen. Airbnb betont dagegen, dass es im Ermessen der Anbieter liegt, ihren Standort zu definieren (Israel oder Westjordanland). Jeder Mieter könne selbst nachsehen, wo sich das Objekt tatsächlich befindet.
Mitte November 2018 verkündete das Unternehmen jedoch überraschend, Angebote in den Siedlungen nicht mehr zu listen, was zu unterschiedlichen politischen Reaktionen führte. Israelische Minister kündigten an rechtliche Schritte auf Grundlage des Anti-Boykott-Gesetz zu prüfen. Der palästinensische Politiker Saeb Erekat begrüßte die Entscheidung.
Am 17. Dezember 2018 revidierte Airbnb nach Gesprächen mit dem israelischen Minister für Tourismus die Entscheidung, Angebote in den israelischen Siedlungen nicht mehr zu listen. Vorangegangen waren Proteste und auch Ankündigungen, unter anderem aus Israel und den USA, rechtlich gegen die geplanten Maßnahmen vorzugehen und Airbnb zu sanktionieren.
Im Dezember 2020 kritisierte Amnesty international, dass Airbnb in den Unterlagen zum Börsengang diese Aktivitäten in den Besetzten Gebieten nicht als Risikofaktor erwähne und damit mögliche Anleger nicht voll aufkläre.
Im Februar 2025 berichtete der Guardian, dass Airbnb weiterhin 321 Angebote in israelischen Siedlungen im besetzten Westjordanland und im annektierten Ostjerusalem anbietet, zum Teil mit irreführenden Beschreibungen. Ein Drittel aller Airbnb-Angebote im Westjordanland befinden sich in israelischen Siedlungen. Unter Airbnb-Angeboten im Westjordanland befinden sich 18 sogar in sogenannten »Außenposten«, d. h. israelischen Siedlungen, die nicht nur nach internationalem Recht illegal sind, sondern auch nach israelischem Rechtsverständnis. Eine Sprecherin von Amnesty International sagte zu den Ergebnissen der Guardian-Recherche:
Jedes Unternehmen, das in den illegalen israelischen Siedlungen Geschäfte macht, unterstützt ein Kriegsverbrechen und trägt dazu bei, Israels Apartheidsystem zu stützen. Angesichts der Tatsache, dass das israelische Militär und israelische Siedler in den letzten 15 Monaten eine enorme Anzahl palästinensischer Zivilisten im Westjordanland getötet und verwundet haben, sind diese Tourismusunternehmen mitschuldig am blutgetränkten System israelischer Kriegsverbrechen und systematischer Unterdrückung. Kriegsverbrechen sind keine Touristenattraktion. Airbnb, Booking.com und andere Unternehmen sollten sofort sämtliche Verbindungen mit der illegalen israelischen Besatzung und der fortgesetzten Annexion palästinensischer Gebiete kappen.
Ein Sprecher von Human Rights Watch sagte:
Airbnb und Booking.com tragen zum Landraub, zu lähmenden Einschränkungen der Bewegungsfreiheit und sogar zur Zwangsumsiedlung von Palästinensern im besetzten Westjordanland und im besetzten Ostjerusalem bei, zu Übergriffen der israelischen Behörden, um die Unterdrückung und die Herrschaft über die Palästinenser aufrechtzuerhalten, als Teil der Apartheid, eines Verbrechens gegen die Menschlichkeit. Unternehmen sollten ernsthafte Verstöße gegen das Völkerrecht nicht ermöglichen, unterstützen oder davon profitieren. Es ist Zeit, dass diese beiden Unternehmen aufhören, auf gestohlenem Land in den besetzten Gebieten Geschäfte zu machen.

## Auswirkungen der COVID-19-Pandemie
Im Zeitraum von Januar bis März 2020, während sich das Virus in China ausbreitete, brachen die Buchungen bei Airbnb in Peking um 96 Prozent ein. Auch in mehreren europäischen Staaten ging der Umsatz zwischen Mitte Februar und Mitte März um rund die Hälfte zurück. In Frankreich – dem wichtigsten Markt für Airbnb in Europa – fiel der Umsatz von 120 auf 65 Millionen Euro.
Im April 2020 gab Airbnb bekannt, eine Milliarde Dollar von den Beteiligungsgesellschaften Silver Lake und Sixth Street Partners zu beziehen. Die Finanzspritze diene der Abfederung von Geschäftseinbrüchen während der COVID-19-Pandemie und erfolge über Aktien und Schuldtitel. Airbnb kündigte an, 250 Millionen Dollar (227 Millionen Euro) bereitzustellen, um Gastgeber, die im Zuge der Pandemie von Stornierungen betroffen sind, zu unterstützen. Unter bestimmten Bedingungen erhielten Vermieter 25 Prozent des Erstattungsbetrags, den er bei einer regulären Stornierung erhalten hätte. Weitere fünf Millionen Dollar fließen in einen Unterstützungsfonds für sogenannten Superhosts, sehr gut bewertete Gastgeber, die Hilfe benötigen.
Aufgrund der Konsequenzen der COVID-19-Pandemie rechnet das Unternehmen mit einem massiven Umsatzeinbruch. Die Erlöse könnten nach Berechnungen von Airbnb um 54 Prozent auf rund 2,2 Milliarden Dollar fallen.
Hohe Gewinneinbrüche veranlassten das Unternehmen im April 2020, seine Bewertung auf 26 Milliarden US-Dollar (etwa 24 Milliarden Euro) zu senken, gleichzeitig wurde eine weitere Milliarde US-Dollar in das Unternehmen investiert.
Im Mai 2020 kündigte Airbnb an, seine Belegschaft um 25 Prozent zu reduzieren. Etwa 1900 Mitarbeiter weltweit seien davon betroffen. Im Mai 2022 wurde bekannt, dass sich Airbnb weitgehend aus China zurückzieht.
Airbnb kündigte an, seine Geschäfte in China ab dem 30. Juni 2022 einzustellen. Gründe nannte das Unternehmen dafür nicht.
Die Abschottungsmaßnahmen der Null-COVID-Politik der chinesischen Regierung erschwerten die Geschäfte.